# Gilberto Flores Muñoz 2.ª Sección
Gilberto Flores Muñoz 2.ª Sección es una localidad del municipio de Huimanguillo ubicado en la subregión de la Chontalpa del estado mexicano de Tabasco.

## Geografía
La localidad de Gilberto Flores Muñoz 2.ª Sección se sitúa en las coordenadas geográficas 17°37′49″N 93°29′59″O / 17.630278, -93.499722, a una elevación de 50 metros sobre el nivel del mar.

## Demografía
Según el Conteo de Población y Vivienda 2020, efectuado por el Instituto Nacional de Estadística y Geografía, la localidad de Gilberto Flores Muñoz 2.ª Sección tiene 304 habitantes, de los cuales 154 son del sexo masculino y 150 del sexo femenino. Su tasa de fecundidad es de 3.04 hijos por mujer y tiene 92 viviendas particulares habitadas.
| Gráfica de evolución demográfica de Gilberto Flores Muñoz 2.ª Sección entre 1970 y 2020 |
|                                                                                         |
| INEGI.                                                                                  |